# Vernon De Marco
Vernon De Marco (Rosario, 18 november 1992) is een Argentijns-Slowaaks voetballer die speelt als verdediger. Hij verruilde Michalovce in 2017 voor Slovan Bratislava. In november 2021 debuteerde De Marco in het Slowaaks voetbalelftal.

## Carrière
De Marco voltooide zijn opleiding bij CD San Francisco. Op 14 juli 2011 verhuisde hij naar CE Constància en maakte zijn debuut in de Tercera División.
Op 22 juli 2012 verhuisde De Marco naar Slowakije en tekende hij bij MFK Zemplín Michalovce. Hij startte dat seizoen verschillende keren in de basis en droeg met zeven doelpunten in 24 optredens tijdens het seizoen 2014/15 bij aan de promotie van zijn club naar de Super Liga.
De Marco maakte zijn debuut in de Slowaakse eerste klasse op 18 juli 2015 toen hij als invaller in het veld kwam voor Jozef-Šimon Turík tijdens een 0-1 thuisverlies tegen AS Trenčín. Hij scoorde zijn eerste doelpunt in de eerste klasse op 1 augustus 2015 tegen FO ŽP Šport Podbrezová (2-6 verlies).
Op 17 juni 2017 werd hij uitgeleend aan Ekstraklasa ploeg Lech Poznań. Zijn verhuurperiode eindigde aan het einde van het seizoen 2018/19.

## Statistieken
| Club               | Seizoen         | Competitie      | Competitie | Competitie | Beker  | Beker | Europa | Europa | Totaal | Totaal |
| Club               | Seizoen         | Competitie      | Wedstr     | Doelp      | Wedstr | Doelp | Wedstr | Doelp  | Wedstr | Doelp  |
| ------------------ | --------------- | --------------- | ---------- | ---------- | ------ | ----- | ------ | ------ | ------ | ------ |
| Zemplín Michalovce | 2012–13         | 2. Liga         | 18         | 0          | 0      | 0     | –      | –      | 18     | 0      |
| Zemplín Michalovce | 2013–14         | 2. Liga         | 18         | 2          | 1      | 0     | –      | –      | 19     | 2      |
| Zemplín Michalovce | 2014–15         | 2. Liga         | 24         | 7          | 2      | 1     | –      | –      | 26     | 8      |
| Zemplín Michalovce | 2015–16         | Fortuna Liga    | 30         | 5          | 2      | 0     | –      | –      | 32     | 5      |
| Zemplín Michalovce | 2016–17         | Fortuna Liga    | 4          | 0          | 0      | 0     | –      | –      | 4      | 0      |
| Zemplín Michalovce | Totaal          | Totaal          | 94         | 14         | 5      | 1     | –      | –      | 99     | 15     |
| Slovan Bratislava  | 2016–17         | Fortuna Liga    | 15         | 1          | 4      | 0     | 0      | 0      | 19     | 1      |
| Lech Poznań        | 2017–18         | Ekstraklasa     | 2          | 0          | 0      | 0     | 0      | 0      | 2      | 0      |
| Lech Poznań        | 2018–19         | Ekstraklasa     | 15         | 0          | 1      | 0     | 6      | 0      | 22     | 0      |
| Lech Poznań        | Totaal          | Totaal          | 17         | 0          | 1      | 0     | 6      | 0      | 24     | 0      |
| Slovan Bratislava  | 2019–20         | Fortuna Liga    | 13         | 1          | 5      | 0     | 11     | 2      | 29     | 3      |
| Carrière totaal    | Carrière totaal | Carrière totaal | 139        | 16         | 15     | 1     | 17     | 2      | 171    | 19     |

## Interlandcarrière
De Marco werd geboren in Argentinië, maar verkreeg in mei 2021 de Slowaakse nationaliteit, waar hij op dat moment clubvoetbal speelde. Op 14 november 2021 maakte hij tijdens de 0-6-uitoverwinning op Malta zijn debuut voor het Slowaaks voetbalelftal. De Marco viel in de 70ste minuut in voor Dávid Hancko. Twee minuten later maakte De Marco al zijn eerste treffer, op dat moment in de wedstrijd de 0-5. De Marco werd op 7 juni 2024 door bondscoach Francesco Calzona opgenomen in de Slowaakse selectie voor het EK 2024 in Duitsland. Slowakije eindigde als derde in een groep met Roemenië, België en Oekraïne, waarna het in de achtste finales na een verlenging met 2–1 verloor van Engeland. De Marco kwam op het toernooi niet in actie.

## Erelijst
- Michalovce: 2. Liga: 2014–15
- Slovan Bratislava: Slovenský Pohár: 2016-17